# Lampa Aladyna
Lampa Aladyna / O Aladynie i zaczarowanej lampie / Czarodziejska lampa Alladyna (jap. アラジンと魔法のランプ Arajin to mahō no ranpu; Aladin to mahō no lamp) – japoński film anime wyprodukowany w 1982 roku przez Toei Animation w reżyserii Hiroyuki Ikeda i Tadao Ōkubo. W Polsce nadawany był na kanałach ATV Smyk i Porion z japońskim dubbingiem i polskim lektorem. W 2009 roku Polsat po raz pierwszy wyemitował film z polskim dubbingiem przygotowanym przez GMC Studio. Film z polskim dubbingiem był emitowany także na kanale TV4 i Puls 2.

## Fabuła
Właściciel magicznej lampy, Aladyn musi stoczyć walkę z groźnym czarodziejem, który porwał mu ukochaną.

## Obsada (głosy)
- Kazuo Kamiya – Aladyn
- Keiko Suzuka – Księżniczka Boudour
- Kazuo Kitamura – Dżinn z lampy, Sułtan
- Kikuo Kaneuchi – Czarownik
- Reiko Nanao – matka Aladyna
- Yoshisada Sakaguchi – Dżinn z pierścienia

## Wersja polska
Lampa Aladyna – wersja z polskim lektorem
Czarodziejska lampa Alladyna – wersja z polskim dubbingiem

Wersja polska: GMC Studio

Reżyseria i udźwiękowienie: Krzysztof Nawrot

Dialogi: Anna Niedźwiecka

Wystąpili:
- Zbigniew Kozłowski jako Alladyn
- Dorota Lanton jako matka Alladyna
- Andrzej Chudy
- Dariusz Błażejewski
- Joanna Domańska
- Julita Kożuszek-Borsuk
- Leszek Filipowicz
- Marek Włodarczyk

Źródło:

## Wersja DVD
Czarodziejska lampa Alladyna – wersja wydana na DVD w kolekcji Bajeczki dla biblioteczki (książka oraz płyta z bajką)